# Керимова, Дурсадаф Мухтар кызы
Дурсадаф Мухтар кызы Керимова (азерб. Dursədəf Muxtar qızı Kərimova; род. 23 августа 1985, Баку) — азербайджанская парадзюдоистка, победительница летних Паралимпийских игр 2020 в Токио, серебряная призёрка чемпионата Европы 2019 года среди слепых и слабовидящих, бронзовая призёрка чемпионата Европы 2022 года среди слепых и слабовидящих. Родная сестра победительницы Паралимпийских игр в Токио Ханым Гусейновой.

## Биография
Дурсадаф Керимова родилась 23 августа 1985 года в городе Баку. В 2000 году окончила среднюю школу № 115 города Баку. В этом же году выиграла серебро на международном турнире по дзюдо в Тбилиси.
В 2007 году окончила Азербайджанскую государственную академию физической культуры и спорта. В этом же году заняла второе место на турнире в Каунасе.
В марте 2008 году выиграла чемпионат Азербайджана по дзюдо среди девушек до 20 лет. В октябре 2008 года заняла 7-е место на Кубке мира. В этом же году заняла первое место на международном турнире «Супер А» в Италии. В 2012 году заняла первое место на международном турнире Гран-при имени Гейдара Алиева в Баку.
В 2013 году поступила в магистратуру Азербайджанской государственной академии физической культуры и спорта. В ноябре 2013 года Керимова заняла третье место на чемпионате Азербайджана в весовой категории до 70 кг.
1 ноября 2014 года начала работать тренером-педагогом в Детско-юношеской спортивной школе № 11 города Баку.

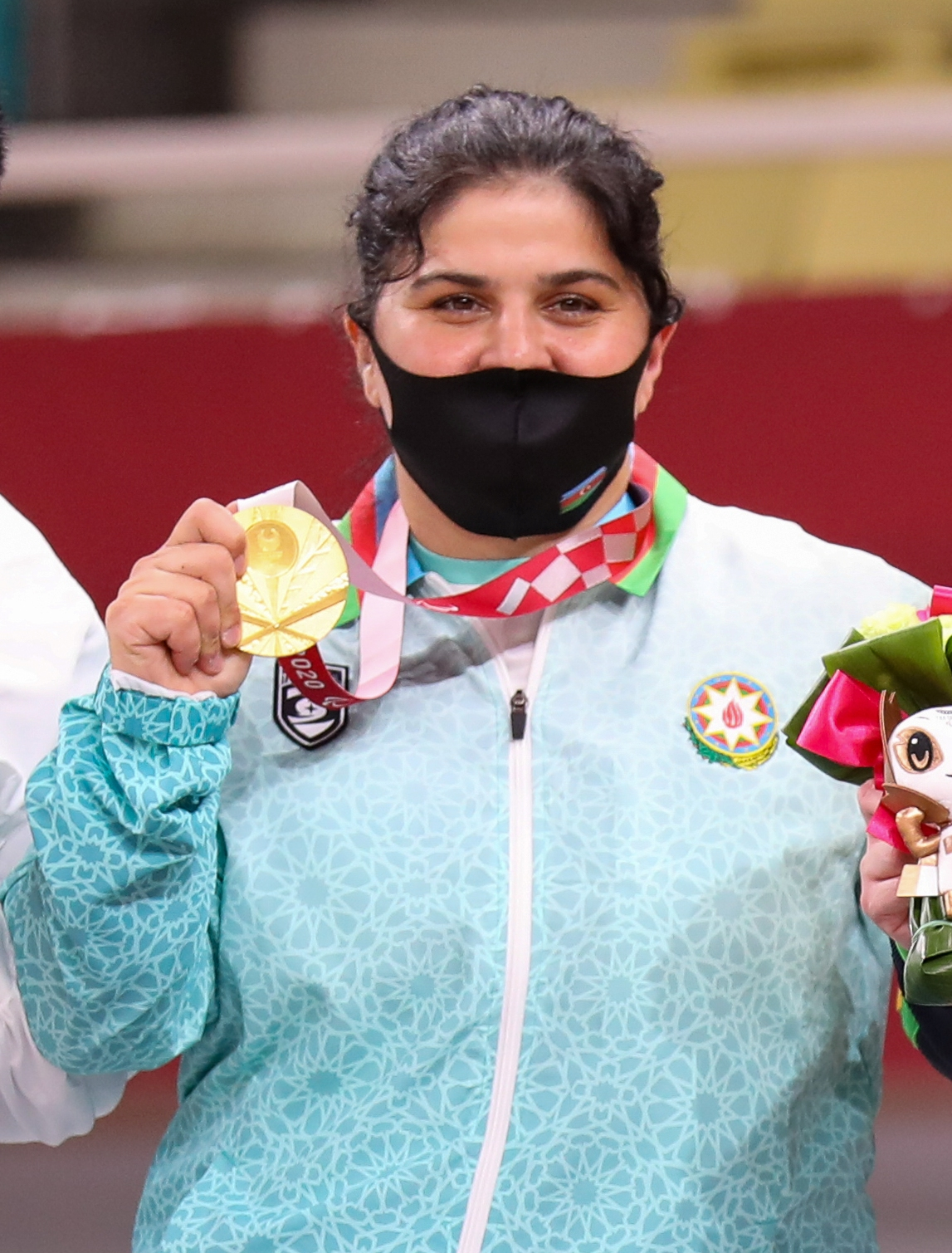
На церемонии награждения Паралимпийских игр 2020 в Токио

В 2019 году Керимова выиграла серебро на чемпионате Европы среди слепых и слабовидящих, а также стала чемпионкой Европы в составе смешанной сборной Азербайджана. В этом же году выиграла бронзовую медаль на Гран-при в Ташкенте.
В 2021 году на Паралимпийских играх в Токио Дурсадаф Керимова выиграла в четвертьфинале у Анастасии Гарник из Украины, а в полуфинале — у Мэг Эммерих из Бразилии. В финале Керимова одержала победу над Зариной Байбатиной из Казахстана и выиграла золотую медаль дебютной для себя Паралимпиады.
Распоряжением президента Азербайджанской Республики Ильхама Алиева от 6 сентября 2021 года Дурсадаф Керимова за высокие достижения на XVI летних Паралимпийских играх в Токио и заслуги в развитии азербайджанского спорта была награждена орденом «За службу Отечеству I степени».
На чемпионате Европы 2022 года в Кальяри Керимова завоевала бронзовую награду. В августе 2023 года выиграла серебро на чемпионате Европы в Роттердаме.
5 декабря 2023 года выиграла бронзовую медаль на Гран-при в Токио.
7 сентября 2024 года приняла участие на летних Паралимпийских играх 2024 в Париже в весовой категории свыше 70 кг (класс J2). В четвертьфинале проиграла бразильянке Ребека де Соузе Силве, в утешительном финале победила француженку Пресциллию Лезе. В матче за третье место уступила китайской дзюдоистке Ван Хунъюй.